# Видалити з друзів 2
«Видалити з друзів 2» (англ. Unfriended: Dark Web) — американський фільм жахів 2018 року. Стрічка є самостійним продовженням фільму 2014 року «Видалити з друзів» й розповідає про групу друзів, які знайшли ноутбук з доступом до темної мережі, згодом їм стає зрозуміло, що його попередні власники стежать за ними. Світова прем'єра стрічки відбулась на кінофестивалі «South by Southwest» 9 березня 2018 року.

## Сюжет
Матіас свариться зі своєю подружкою Амаєю. Хлопець влаштовує спільну вечірку через відеочат зі своїми друзями. Серена та Нарі повідомляють про свої заручини. З ноутбуком Матіаса постійно виникають технічні проблеми, йому радять перевірити наявність помилок. Виконавши цю операцію, на жорсткому диску хлопець виявляє відео з камер спостережень. Усі ролики були зняті неподалік від будинку Матіаса.
У соціальну мережу приходить повідомлення з облікового запису Еріка Данн. Матіас відповідає й йому доводиться зізнатися, що він вкрав цей ноутбук. Оскільки, Еріка — справжня власниця. Герой збирався вимкнути ноутбук, але відповідає ще на один лист. На моніторі з'являється анімаційний малюнок. Друзі говорять, що ноутбук зламали й він зайшов у темну мережу. Матіаса застерігають про небезпеку. Він бачить повідомлення про сплату за відео. На спільному екрані всі дивляться відео знущань з двох дівчат, одна серед них була Еріка Данн.
Матіас намагається вийти на зв'язок з Амаєю, але відео обривається. Далі він бачить як Харон IV оглушає сусідку подружки, Келлі, та погрожує розправою з Амаєю у випадку розголошення. Матіас говорить друзям, що працює над відеогрою у жанрі хоррору та протестував її на них. Вони не вірять розповіді. Нарешті Амая погоджується прийти до бойфренда. Тим часом Матіас переказує кошти на свій власний рахунок і обіцяє Харону повернути їх, коли все закінчиться.
До спільного відеочату приєднуються безліч користувачів з ім'ям Харон. Матіасу вдається пояснити друзям ситуацію. Розпочинається серія вбивств. Погрози в адресу злочинців не дають результатів. На відео обличчя злочинця заміняють Матіасовим. Його самого вбивають, а члени угрупування посміхаються на вебкамеру. Вся відповідальність за вбивства лягає на друзів Матіаса.

### Альтернативна кінцівка DVD (Суїцид)
Друга кінцівка на DVD — Матіас знаходить склад, де Харон утримував Амаю, але ніде не може знайти і вся надія, схоже, втрачена.
Він знаходить на підлозі револьвер і хоче покінчити з собою. Харон І починає опитування для кола, чи вб'є Матіас себе, кіно закінчиться, перш ніж він прийме рішення.

## У ролях
| Актор              | Роль           |
| ------------------ | -------------- |
| Колін Вуделл       | Матіас О'Браян |
| Рібекка Ріттенгаус | Серена         |
| Бетті Габріель     | Нарі           |
| Ендрю Ліс          | Деймон         |
| Коннор Дель Ріо    | ЕйДжей         |
| Стефані Ногуерас   | Амая           |
| Савіра Віндіані    | Лекс           |
| Челсі Алден        | Келлі          |
| Алекса Мансоур     | Еріка          |
| Дуглас Тейт        | Харон IV       |
| Роб Велш           | Харон V        |
| Кайра Белтран      | Харон VI       |

## Створення фільму

### Виробництво
Навесні 2015 року стало відомо, що кінокомпанія Universal Pictures почала роботу над сиквелом фільму «Видалити з друзів».
3 жовтня 2017 року повідомлялося що Стівен Суско (Прокляття, Техаська різанина бензопилою) взяв на себе обов'язки режисера та сценариста. Суско тримав в таємниці зйомки фільму аж до релізу, робоча назва стрічки була Видалити з друзів: Ніч ігор.
В березні 2018 року Blumhouse офіційно показала стрічку на щорічному кінопоказі South by Southwest 2018.

### Знімальна група
- Кінорежисер — Стівен Саско
- Сценарист — Стівен Саско
- Кінопродюсери — Тимур Бекмамбетов, Джейсон Блум
- Кінооператор — Кевін Стюарт
- Кіномонтаж — Ендрю Весмен
- Художник-постановник — Кріс Девіс
- Художник-костюмер — Кассандра Дженсен
- Підбір акторів — Джон Мак-Аларі[9]

## Сприйняття
Фільм отримав переважно негативні відгуки. На сайті Rotten Tomatoes оцінка стрічки становить 58 % на основі 106 відгуків від критиків (середня оцінка 5,6/10) і 39 % від глядачів із середньою оцінкою 3,0/5 (946 голосів). Фільму зарахований «гнилий помідор» від кінокритиків та «розсипаний попкорн» від глядачів, Internet Movie Database — 5,8/10 (10 814 голоси), Metacritic — 53/100 (26 відгуків критиків) і 4,8/10 (38 відгуки від глядачів).